# Radnice ve Žlebech
Radnice ve Žlebech je památkově chráněná budova (od roku 1958) na Zámeckém náměstí čp. 12 ve ŽLebech v okrese Kutná Hora. Budova bývalé radnice se nachází východně od náměstí poblíž fary u mostu přes řeku Doubravu. Je to novogotická přestavba z roku 1881 původně panského domu při Dolní bráně převzatého do obecní správy podle návrhu tehdejšího purkmistra Emila Šela s výraznou fasádou v romantickém neogotickém stylu. Štít i atiku zdobí cimbuří. Přestala sloužit svému účelu, byla pro potřeby obecního úřadu malá. V přízemí bývala do nedávna místní knihovna a v patře byl nájemní byt. K roku 2025 je radnice zcela nevyužitá a chátrá.

## Architektura budovy

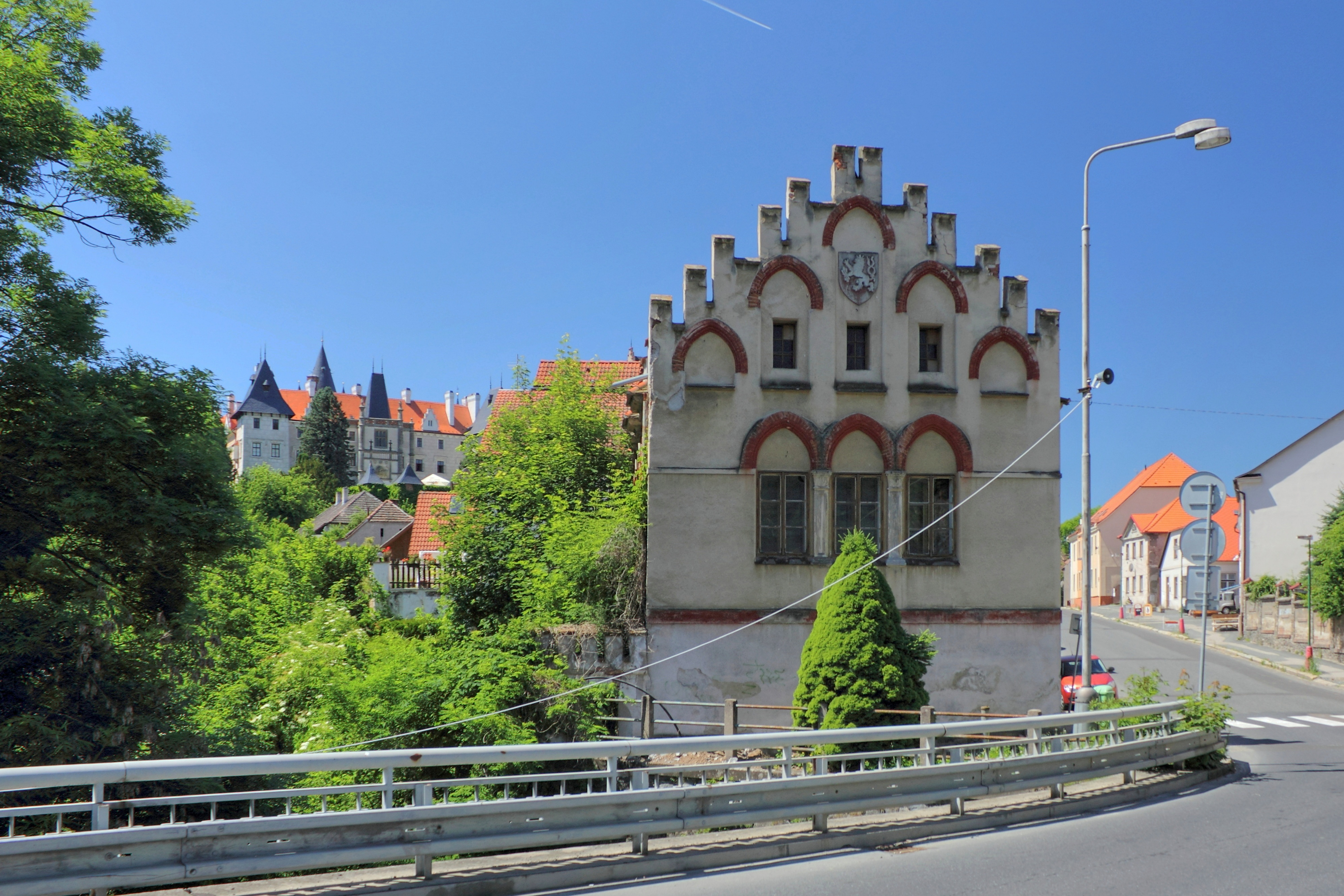
Pohled na bývalou radnici z mostu přes řeku Doubravu

Radnice obdélného půdorysu je jednopatrová pětiosá stavba se sedlovou střechou. Vstup do budovy je na pravé straně průčelí v podobě předstupujícího hrotitého portálu se špičatou stříškou. V přízemí jsou čtyři okna bez jakýkoliv stavebních prvků. První patro je od přízemí odděleno kordonovou římsou, v patře je čtveřice výrazných pseudogotických sdružených oken se středním sloupkem. Jejich nadokenní římsy mají vždy tvar dvou gotických žebrových hrotů.
Nad nimi je pod úrovní střechy jako výrazný dekorativní prvek šest vystupujících hlavic bez sloupů. Nad nimi je ozdobné cimbuří.
Boční štít má také novogotické ozubení, lomené půloblouky a nad čtveřicí obdélníkových oken je barevně vyveden český lev. V úrovni patra je jedno sdružené okno stejně řešené jako okna v průčelí.
Vstupním portálem se vstupuje do vnitřní čtverhranné chodby se schodištěm do patra. V přízemí jsou dvě místnosti: vlevo menší, vpravo větší sál. Místností jsou zaklenuty segmentovými klenbami, v sále jsou tři pole dělené traverzami.
Patro radnice je plochostropé. Směrem k řece je úzká terasa. Budova není podsklepena.

## Památkový hodnota
Reprezentativní budova radnice stylově odkazuje k novogotické úpravě žlebského zámku. Předmětem ochrany je budova bývalé radnice a pozemek.